# 科里–温特烯烃合成反应
Corey–Winter反应（科里-温特反应），又称Corey–Winter烯烃合成；Corey–Winter消除反应
邻二醇与硫羰基二咪唑反应生成环状硫代碳酸酯，它用三烷基亚磷酸酯处理发生顺式还原热消除得到相应的烯烃。 改进方法是用硫光气代替硫羰基二咪唑，使反应温度降低很多，温和的条件使带有多种官能团的复杂分子也可应用。
反应以美国化学家 E. J. Corey 和爱沙尼亚裔美国化学家 Roland Arthur Edwin Winter（1935年8月29日生于塔林）的名字命名。
各种脂肪族和脂环族的邻二醇都能发生此反应。使用非邻二醇的三硫碳酸酯同样顺利完成了消除。
此反应的特点是立体专一性，消除一步是顺式消除，能得到高产率的顺和反式烯烃。因此用于张力大的烯烃、反式中环烯烃的合成，也用于实现顺反构型烯烃的相互转化。

## 反应机理
首先两个醇羟基相继对硫羰基进行亲核加成，消除两分子氯化氢或咪唑，得到相应的五元环状硫代碳酸酯中间体。该中间体然后与亚磷酸酯进行加成，并热解成卡宾，放出硫代亚磷酸酯。生成的卡宾再和另一分子的亚磷酸酯反应得到磷叶立德，磷叶立德经过协同的环消除产生立体专一的烯烃，同时释放出二氧化碳和亚磷酸酯。
上述卡宾和磷叶立德中间体的存在已分别有直接和间接实验证据。证明卡宾存在的直接证据为它可参与分子内的插入反应。 而证明磷叶立德存在的间接证据为来自三硫代碳酸酯的叶立德能被醛捕捉得到烯酮硫缩醛（ketene thioacetal）。